# والتر کمپل (بازیکن هاکی)
والتر کمبل (انگلیسی: Walter Campbell؛ ‏تلفظ نام‌خانوادگی: ‎/ˈkæmbəl/‎؛ ‏ ۱۴ اکتبر ۱۸۸۶ – ۱۱ ژوئیهٔ ۱۹۶۷) بازیکن هاکی روی چمن اهل جمهوری ایرلند بود.